# خوان خيلمان

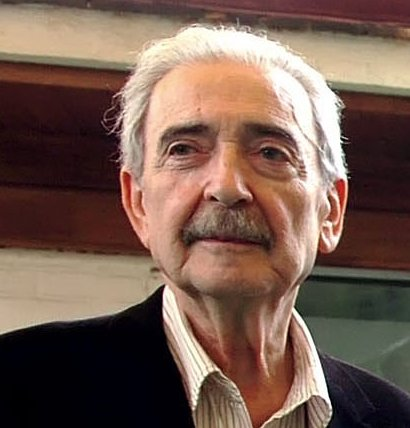
خوان خيلمان

خوان خيلمان (بالإسبانية: Juan Gelman) ـ (3 مايو 1930 ـ 14 يناير 2014) هو شاعر أرجنتيني، له أكثر من عشرين مجموعة شعرية مطبوعة، نُشرت من سنة 1956 إلى وفاته في مطلع سنة 2014. تجنس بالجنسية المكسيكية بعد أن نُفي إلى المكسيك في عهد الطغمة العسكرية.
حصل خيلمان على جائزة ثيربانتس الأدبية الرفيعة سنة 2007.

## روابط خارجية
- خوان خيلمان على موقع IMDb (الإنجليزية)
- خوان خيلمان على موقع الموسوعة البريطانية (الإنجليزية)
- خوان خيلمان على موقع ديسكوغز (الإنجليزية)
- خوان خيلمان على موقع قاعدة بيانات الفيلم (الإنجليزية)